# Pająki Islandii
Pająki Islandii, araneofauna Islandii – ogół taksonów pajęczaków z rzędu pająków, których występowanie stwierdzono na terytorium Islandii.
Do 2024 roku stwierdzono występowanie na Islandii 86 gatunków pająków. Wszystkie należą do infrarzędu pająków wyższych (Araneomorphae), reprezentując 10 rodzin. Najliczniejsze są gatunki z rodziny osnuwikowatych, których to stwierdzono na omawianej wyspie 60.

## Infrarząd:pająki wyższe(Araneomorphae)

### Ciemieńcowate(Dictynidae)
Z Islandii wykazano:
- Dictyna arundinacea – ciemieniec zwyczajny

### Krzyżakowate(Araneidae)
Z Islandii wykazano:
- Araneus diadematus – krzyżak ogrodowy
- Araneus marmoreus – krzyżak dwubarwny
- Larinioides cornutus – krzyżak nadwodny
- Larinioides patagiatus – krzyżak bursztynowy
- Zygiella x-notata – liścianek sektornik

### Kwadratnikowate(Tetragnathidae)
Z Islandii wykazano:
- Metellina mengei – czaik wiosenny
- Tetragnatha extensa – kwadratnik trzcinowy

### Lejkowcowate(Agelenidae)
Z Islandii wykazano:
- Eratigena atrica – kątnik większy (kątnik domowy większy)
- Tegenaria domestica – kątnik domowy (kątnik domowy mniejszy)

### Nasosznikowate(Pholcidae)
Z Islandii wykazano:
- Pholcus phalangioides – nasosznik trzęś

### Omatnikowate(Theridiidae)
Z Islandii wykazano:
- Parasteatoda tepidariorum
- Robertus arundineti
- Robertus lyrifer
- Rugathodes bellicosus
- Theonoe minutissima

### Osnuwikowate(Linyphiidae)
Z Islandii wykazano:

- Agyneta nigripes
- Agyneta similis
- Allomengea scopigera
- Bathyphantes gracilis
- Bolephthyphantes index
- Centromerita bicolor
- Centromerus prudens
- Ceratinella brevipes
- Cnephalocotes obscurus
- Collinsia holmgreni
- Collinsia spetsbergensis
- Diplocentria bidentata
- Diplocephalus cristatus
- Diplocephalus permixtus
- Dismodicus bifrons
- Drepanotylus uncatus
- Entelecara erythropus
- Entelecara media
- Erigone atra – plądrak czarny
- Erigone capra
- Erigone longipalpis
- Erigone maritima
- Erigone psychrophila
- Erigone tirolensis
- Gonatium rubens
- Halorates reprobus
- Hylyphantes graminicola
- Improphantes complicatus
- Islandiana princeps
- Lepthyphantes leprosus
- Leptorhoptrum robustum
- Leptothrix hardyi
- Maro lehtineni
- Maro minutus
- Maso sundevalli
- Mecynargus borealis
- Mecynargus morulus
- Microctenonyx subitaneus
- Oreoneta frigida
- Ostearius melanopygius
- Palliduphantes pallidus
- Porrhomma convexum
- Porrhomma montanum
- Porrhomma oblitum
- Saaristoa abnormis
- Savignia frontata
- Scotinotylus evansi
- Semljicola faustus
- Silometopus ambiguus
- Tapinocyba pallens
- Tenuiphantes mengei
- Tenuiphantes zimmermanni
- Thyreosthenius parasiticus
- Tiso aestivus
- Wabasso replicatus
- Walckenaeria atrotibialis
- Walckenaeria clavicornis
- Walckenaeria cuspidata
- Walckenaeria nodosa
- Walckenaeria nudipalpis

### Pogońcowate(Lycosidae)
Z Islandii wykazano:
- Arctosa alpigena
- Pardosa hyperborea
- Pardosa palustris – wałęsak łąkowy
- Pardosa sphagnicola
- Pirata piraticus – korsarz piratnik

### Ukośnikowate(Thomisidae)
Z Islandii wykazano:
- Xysticus cristatus – bokochód grzebieniasty

### Worczakowate(Gnaphosidae)
Z Islandii wykazano:
- Gnaphosa lapponum
- Haplodrassus signifer
- Micaria pulicaria – kraśniak czarniawy